# Guerra de Kosovo
La Guerra de Kosovo o conflicte de Kosovo és freqüentment utilitzat per descriure dos conflictes que van tenir lloc un seguit de l'altre amb un cert solapament (una guerra civil seguida d'una guerra internacional), al sud de la província sèrbia anomenada Kosovo (oficialment Kosovo i Metohija), part de l'antiga Iugoslàvia. Els dos conflictes van ser:
1. 1996-99: Conflicte de guerrilla entre els separatistes albanesos i les forces de seguretat sèrbies i iugoslaves, on els albanesos s'autodenominaven moviment separatista mentre que les forces sèrbies els deien terroristes.
2. 1999: Guerra entre Iugoslàvia i les forces de l'OTAN entre el 24 de març i el 10 de juny de 1999, període durant el qual les forces de l'OTAN van realitzar bombardeigs continus contra objectius iugoslaus. Els combatents albanesos van continuar atacant les forces sèrbies i els civils serbis de Kosovo, mentre que les forces sèrbies i iugoslaves van continuar atacant els rebels i produint desplaçaments massius de població, en mires a millorar la seva situació a l'hora d'un cessament del foc.

## Orígens del conflicte
Vegeu també: Guerres de Iugoslàvia

### Kosovo a la Iugoslàvia de Tito (1945-1986)
Tant els serbis com els albanesos han considerat a Kosovo com a espai històricament propi. Per als serbis, va ser el centre cultural, així com el lloc de la batalla de Kosovo, perduda contra els invasors otomans en 1389 (es recorda com el tribut serbi a la defensa del cristianisme).
Les tensions entre les dues comunitats han estat presents durant tot el segle xx i han produït freqüents fets de violència, particularment durant la primera guerra balcànica, la primera i la Segona Guerra Mundial. El govern comunista de Josip Broz Tito va respondre amb repressió a totes les manifestacions nacionalistes a tot Iugoslàvia, això per tal de mantenir un balanç entre les diferents repúbliques i més particularment, evitar la predominança de Sèrbia sobre les altres. El 1945 la població de Kosovo era majoritàriament d'origen albanès, però ja a final de segle, els assentaments serbis havien passat a ser majoria a la regió. Des de la darreria dels anys 1960, el nacionalisme albanès havia començat ja a prendre forma, malgrat el caràcter repressiu del règim.
El 1974, es va establir un nou estatut per a Kosovo, donant-li major autonomia, un lloc en el consell de la presidència i la seva pròpia Assemblea, força policial i banca, sempre sota el control del partit comunista de la regió.
Després de la mort de Tito el 1980 van créixer les demandes dels albanesos per constituir-se en la setena república iugoslava, fet inacceptable per a serbis i macedonis. Alguns veien això com un preludi a la creació d'una gran república dominant dins de la federació. La resposta a aquestes demandes va ser la repressió i la purga de simpatitzants amb el nacionalisme dins del partit comunista de Kosovo.
Els conflictes entre la població van augmentar i amb ells el sentiment en les comunitats que l'objectiu de cada una d'elles era el fer desaparèixer la presència de l'altra comunitat de Kosovo. Mentre que la població sèrbia es va mantenir numèricament a Kosovo durant el govern de Tito, la població albanesa va créixer a un ritme accelerat, arribant a ser més del 80% el 1991. L'altre factor de pressió a la regió va ser l'empitjorament de la situació econòmica i l'absència de treball.

### Arribada al poder de Slobodan Milošević (1986-1990)
El retrocés polític ocorregut a Iugoslàvia després de la mort de Tito va tenir diferents orígens. A més dels conflictes ètnics hi va haver divisions polítiques, d'ordre constitucional i fins i tot personals entre els líders del país. A Kosovo, tanmateix, tots aquests problemes es van traduir en creixents nivells de tensió entre serbis i albanesos, el que va crear un clima en el qual qualsevol incident era exacerbat.
El Memoràndum de l'Acadèmia Sèrbia de les Ciències i les Arts (conegut com a informe SANU), parlava, el 1986, de l'existència d'un genocidi físic, polític, legal i cultural sofert pels serbis a Kosovo, comparant l'estatut de Kosovo a la derrota contra l'Imperi Otomà o l'ocupació nazi. En la conclusió de l'informe sol·licitava l'aplicació de remeis per recuperar la presència sèrbia a Kosovo. L'informe va produir rebuig en la població albanesa de Kosovo (de fet, en la majoria de població no-sèrbia de Iugoslàvia, incloent-hi croats, bosníacs o eslovens) i en alguns medis intel·lectuals de Sèrbia.
L'abril de 1987 Slobodan Milošević, que ja en aquell moment presidia el comitè central de la lliga comunista de Sèrbia, va viatjar a Kosovo i va declarar el seu suport a les reivindicacions de la població sèrbia, obtenint instantàniament el suport de la població sèrbia de tot Iugoslàvia, aplanant el camí cap a la presidència de Sèrbia. Però per accedir a la presidència de Iugoslàvia, Milošević necessitava el suport de la representació de Kosovo. El 1988, els líders albanesos del partit comunista de Kosovo van ser arrestats i es va llançar l'anomenada revolució antiburocràtica  eliminant la poca autonomia de Kosovo i imposant l'estat d'emergència. Els canvis a la constitució van ser justificats com l'única solució que permetia protegir la minoria sèrbia dels abusos de la majoria albanesa de Kosovo.

### Kosovo sota el govern serbi (1990-1996)
En abolir l'estatut autònom de Kosovo (igual com el de la província de Voivodina), no es van eliminar els seus llocs en el Consell de la presidència federada i Sèrbia va rebre tres de vuit vots (més el suport gairebé permanent de Montenegro, propera a Sèrbia). L'única manera d'establir un contrapès era amb una fràgil aliança entre Eslovènia, Croàcia, Bòsnia i Hercegovina i Macedònia.
Els canvis introduïts van ser ratificats en una votació on van participar sol els habitants de Sèrbia (majoria) i Kosovo i van significar el canvi de 115.000 llocs de treball d'albanesos a serbis a Kosovo, l'eliminació de diaris, radio i televisió de parla albanesa i l'expulsió de 800 professors i 22.500 dels 23.000 estudiants de la Universitat de Pristina, segons fonts albaneses.
Sota la direcció d'Ibrahim Rugova, de la Lliga democràtica per Kosovo es va organitzar la resistència pacifista, es va cridar a la desobediència civil i tributària, al boicot de la presència sèrbia i iugoslava a la província i a la no participació en eleccions, la creació d'escoles, clíniques i hospitals paral·lels. El govern en l'ombra  així format, va organitzar un referèndum sobre la independència de Kosovo, que segons els organitzadors va reunir prop d'un milió de vots aprovant la creació de la República independent de Kosovo i més endavant elegint Rugova com a president. El govern va declarar il·legals ambdós referèndums i nuls els seus resultats.

### El camí cap a la guerra (1996-1998)
La política de resistència pacífica de Rugova va tenir per efecte de mantenir Kosovo en pau durant les cruentes guerres en Eslovènia, Croàcia i Bòsnia i Hercegovina al principi de la dècada de 1990. Però aquesta política va fer créixer el sentiment de frustració en la població de Kosovo. Als Acords de Dayton del 1996 no es va tractar específicament el cas de Kosovo, i les sol·licituds de Rugova de la tramesa d'una força de l'ONU per al manteniment de la pau a Kosovo no van ser escoltades. Milošević, en aquell moment, ja era president del que quedava de Iugoslàvia: Sèrbia i Montenegro.
Els canvis de política introduïts a Kosovo van produir la radicalització de molts albanesos que van adoptar com a solució la lluita armada. El 22 d'abril del 1996, quatre atacs simultanis contra objectius civils en diferents parts de Kosovo van marcar l'inici de les hostilitats. L'Exèrcit d'Alliberament de Kosovo (ELK) organització fins a aquell moment desconeguda, es va atribuir la responsabilitat. L'estratègia d'aquest grup es va mantenir constant des del principi: provocar a les forces sèrbies de manera que la resposta, cada vegada més desproporcionada, produís rebuig i, amb això, major suport a la causa albanesa.
L'ELK va ser vist com una força legítima de resistència davant de l'opressor pels albanesos de Kosovo, i com una organització terrorista pels serbis. Internacionalment, la posició sobre aquesta organització va ser ambigua. Se la va anomenar organització terrorista, però no es va imposar ni bloqueig de fons ni d'armes.
El 1997, la crisi de poder a Albània va ocasionar un caos que va permetre que grans quantitats de material bèl·lic de l'exèrcit albanès acabessin a les mans de l'ELK a la província de Kosovo. El conflicte va prendre les característiques d'una guerra de guerrilles entre les forces del govern central més algunes unitats secretes en contra de l'ELK.
Cap a la fi de l'any 1998, es comptaven centenars de morts i prop de 300.000 desplaçats, segons fonts albaneses, i 25.000 segons les fonts consultades per la BBC. Els refugiats albanokosovars es van desplaçar majoritàriament cap a l'Antiga República Iugoslava de Macedònia, amenaçant la fràgil unitat establerta en aquest país. Una guerra civil a l'Antiga República Iugoslava de Macedònia posaria sobre el tapet les reclamacions territorials dels seus veïns Sèrbia, Albània, Grècia i Bulgària, amb grans possibilitats de desestabilització a tota la regió. És en aquest context quan l'OTAN i la Unió Europea decideixen actuar.
El pla de pau per a Kosovo incloïa un alto el foc, la renúncia a les aspiracions d'independència de l'ELK i el desplegament de forces de pau a Kosovo. Tanmateix, la treva va durar molt poc temps, entre octubre i desembre del 1998.

### Racak i la Conferència de Rambouillet (gener-març de 1999)
Els atacs de l'ELK i les respostes sèrbies van continuar i van tenir el seu punt culminant amb l'atac conjunt de la policia sèrbia i l'exèrcit iugoslau al poble de Racak on van morir 45 albanesos. L'incident va ser considerat com una matança a occident i pel Consell de Seguretat de les Nacions Unides, convertint-se en la base d'un dels càrrecs per crims de guerra contra Milošević i els seus alts oficials. Segons fonts sèrbies els albanesos van morir en combat, tanmateix, el Tribunal Penal Internacional per a l'antiga Iugoslàvia va documentar diversos casos d'assassinats a Racak (el judici a Milošević no ha pogut concloure a causa de la mort d'aquest l'11 de març de 2006).
El 30 de gener de 1999, l'OTAN va decidir introduir a Kosovo una força d'interposició. Al seu anunci addicionalment va agregar:
- L'OTAN informa estar preparada per llançar atacs aeris a objectius iugoslaus a fi de forçar un arranjament polític del conflicte. Clarament s'anunciaven bombardeigs si el govern de Milošević no arribava a un acord de pau amb l'ELK, però també estava l'amenaça velada a l'ELK de deixar-los sols, en cas de no arribar a un acord.
- El grup de Contacte format va proposar una sèrie de principis no negociables, que incloïen la tornada a l'estatut d'autonomia de Kosovo anterior a 1990 i la introducció d'institucions democràtiques transparents amb supervisió internacional. Igualment es va convocar a una conferència de pau que es va dur a terme en el Castell de Rambouillet, als afores de París.

La conferència de pau de Rambouillet va tenir lloc entre febrer i març de 1999. A l'informe final, les parts es comprometien en els punts següents:
- Establir un estatut d'autonomia per a Kosovo que inclogués eleccions lliures i transparents, protecció als drets humans i un règim judicial independent.
- Les regles per a la presència internacional a la regió serien establertes en una conferència immediatament posterior a la primera.
- L'establiment d'una cessació al foc, evitant les parts provocar i respondre a provocacions que poguessin posar en perill l'acord obtingut.

Al final, l'acord no va ser firmat per sèrbia, la delegació de la qual va proposar més endavant una versió corregida que eliminava principalment l'accés a les forces de l'OTAN al territori de Iugoslàvia.
Després del fracàs de la Conferència de pau de Rambouillet es van retirar els observadors internacionals. El 22 de març, l'assemblea sèrbia, davant de la imminència dels bombardeigs de l'OTAN, va acceptar el principi d'autonomia de Kosovo, però va condemnar els resultats de la conferència desautoritzant a la seva delegació per haver negociat amb terroristes . Això no va ser suficient per frenar la intervenció militar de l'OTAN que es va iniciar el 24 de març.

## Campanya de bombardeigs de l'OTAN
Els bombardeigs de l'OTAN van durar des del 24 de març fins al 10 de juny de 1999. Es van usar 1.000 aeronaus operant des de bases situades a Itàlia i portaavions en el mar Adriàtic. Els míssils més usats van ser els Tomahawk (míssil de creuer), els quals eren llançats des d'aeronaus, vaixells i submarins. Encara que tots els membres de l'OTAN van arribar a involucrar-se en grau major o menor, els Estats Units van ser el membre dominant de la coalició contra Sèrbia. També va destacar Grècia, que va exercir un paper crucial malgrat la seva oposició pública a la guerra. Durant les deu setmanes que va durar el conflicte bèl·lic els avions de l'OTAN van realitzar 38.000 missions de combat.
El portaveu de l'OTAN breument va expressar l'objectiu d'aquesta operació com a: "Expulsió dels serbis, permanència de les forces de pau, retorn de refugiats." És a dir, que les tropes sèrbies haurien de marxar de Kosovo per ser reemplaçades per forces de pau internacionals i així assegurar que els refugiats albanesos poguessin tornar a les seves cases. Tanmateix, aquest lema tenia un nefast doble significat, causant a l'OTAN un considerable conflicte després de la guerra quan uns 200.000 Serbis i altres minories no albaneses van fugir o es van expulsar de la província. Una raó no oficial per a la guerra va ser implícitament donada per Madeleine Albright (Secretària d'Estat dels Estats Units): " Per a què ens serveix tenir el millor exèrcit si no podem usar-lo? "; una observació que, suposadament, va causar que el cap d'estat Major de l'exèrcit dels Estats Units qüestionés el seu seny. També s'ha suggerit que una victòria en una petita guerra ajudaria a donar a l'OTAN una nova funció.

Àrea residencial bombardejada.

El començament de la campanya es va idear per destruir les defenses aèries sèrbies i objectius d'alt valor militar. Els resultats inicials no van ser bons, el mal temps va obstaculitzar algunes intervencions prematures. L'OTAN havia subestimat seriosament la voluntat de resistir de Milošević: pocs a Brussel·les van pensar que la campanya duraria una mica més que alguns dies. Encara que els bombardeigs inicials van ser notables no van ser, ni per indici, com els que es van veure en Bagdad en 1991 i més endavant en 2003. Sobre el terreny el combat empitjorava, després d'una setmana, des que va començar la guerra, al voltant de 300.000 albanesos de Kosovo havien fugit a les veïnes Albània i Macedònia i uns quants milers més es van desplaçar per l'interior de Kosovo. L'abril, les Nacions Unides van informar que havien fugit de les seves cases 850.000 persones, la gran majoria albanesos.
L'èxode dels refugiats, la causa dels quals és objecte d'una gran controvèrsia, forma la base dels càrrecs per crims de guerra que Nacions Unides imputa a Slobodan Milošević i altres oficials responsables de dirigir el conflicte de Kosovo. La part sèrbia i els seus suports occidentals afirmen que les emigracions van ser causades per un pànic massiu en la població albanesa de Kosovo, i que l'èxode va ser generat principalment per por dels bombardeigs de l'OTAN. També es va al·legar que l'èxode va ser encoratjat per les guerrilles de l'ELK, que fins i tot en alguns casos van donar ordres directes de fugir als albanesos. Alguns informes de testimonis, tant serbis com albanesos, van identificar com els culpables a les forces de seguretat i grups paramilitars serbis, responsables de buidar sistemàticament d'habitants albanesos ciutats petites i pobles. De fet hi havia alguns casos ben documentats d'expulsions massives, com va succeir en Pristina a la fi de març, quan desenes de milers de persones van ser reunides a punta de pistola i carregada en trens per ser abandonades a la frontera macedònia. Altres ciutats, com Pec, van ser cremades enterament.
El ministre alemany d'assumptes exteriors Joschka Fischer va afirmar que la crisi de refugiats havia estat produïda per un pla serbi denominat " Operació Ferradura ". Encara que l'existència d'un pla amb aquest nom és encara assumpte de contínua discussió, les Nacions Unides i les organitzacions internacionals per a la defensa dels drets humans estaven convençuts que la crisi dels refugiats era el resultat d'una política deliberada de neteja ètnica. Una anàlisi estadística posterior a la guerra sobre els patrons de desplaçament, dirigit per Patrick Ball de l'American Association for the Advancement of Science (Associació americana per a l'avenç de la ciència) va trobar una correlació directa entre les operacions de les forces de seguretat sèrbies i els fluxos cap a l'exterior de refugiats, tenint molt poc efecte en aquests últims les operacions de l'OTAN. Hi va haver una altra evidència que la crisi dels refugiats havia estat fabricada artificialment: alguns refugiats van informar que les seves targetes d'identitat havien estat confiscades per forces de seguretat, fent més difícil per a ells provar de forma indiscutible que eren ciutadans iugoslaus. Una vegada que el conflicte va acabar, les fonts sèrbies van informar que alguns dels quals es van unir en el retorn dels refugiats eren de fet albanesos procedents de fora de Kosovo. Una part d'aquest grup podrien ser els indocumentats.
No queda clar què buscava Milošević expulsant els habitants albanesos de Kosovo. Una possibilitat és que desitgés reemplaçar la població albanesa amb refugiats serbis de Bòsnia i Croàcia, aconseguint per tant una "serbianització" de la província. El que si que és molt clar és que l'OTAN, ho desitgés o no, va aconseguir un considerable avantatge propagandístic de la fugida de Kosovo. Si era el que pretenien, va ser un gran èxit, ja que va acabar convencent la població dels països membres de l'OTAN que havien de vèncer en aquest conflicte. Europa ja estava tenint inconvenients per fer-li front, va tenir onades prèvies de refugiats i cercadors d'asil polític procedents dels Balcans, de manera que una altra nova onada de refugiats hauria desestabilitzat seriosament el sud-est d'Europa. Es poden donar arguments que recolzen que la guerra a Kosovo no era, inicialment, de gran interès per als estats pertanyents a l'OTAN, però la crisi dels refugiats va fer que sí que ho fos.
Es va produir un canvi en les operacions militars de l'OTAN en incrementar-se l'atac a objectius serbis situats sobre el terreny (fent blanc en objectius tan petits com tancs individuals i unitats d'artilleria). Alhora es continuava amb el bombardeig estratègic, tanmateix aquesta activitat estava fortament limitada pels polítics, de manera que cada objectiu havia de ser aprovat per cada un dels 19 estats membres. Montenegro va anar bombardejat en diverses ocasions però amb el temps l'OTAN va desistir per donar suport a la posició inestable del seu líder anti-Milošević Milo Djukanovic. Es va atacar els anomenats objectius d'ús dual usats alhora per civils i militars. Aquests inclouen ponts sobre el Danubi; fàbriques, centrals elèctriques, instal·lacions de telecomunicacions; i aquells que van resultar particularment discutits, la seu dels esquerrans iugoslaus (un partit polític dirigit per l'esposa de Milošević) i la torre de radiodifusió de la televisió estatal sèrbia. Alguns van veure aquestes accions com a violacions de les lleis internacionals i en particular de la convenció de Ginebra. L'OTAN tanmateix va argumentar que aquestes instal·lacions eren potencialment útils per als militars serbis i, per tant, el seu bombardeig estava justificat. L'aliança també va mantenir que es va esforçar a evitar víctimes civils durant la campanya de bombardeigs.

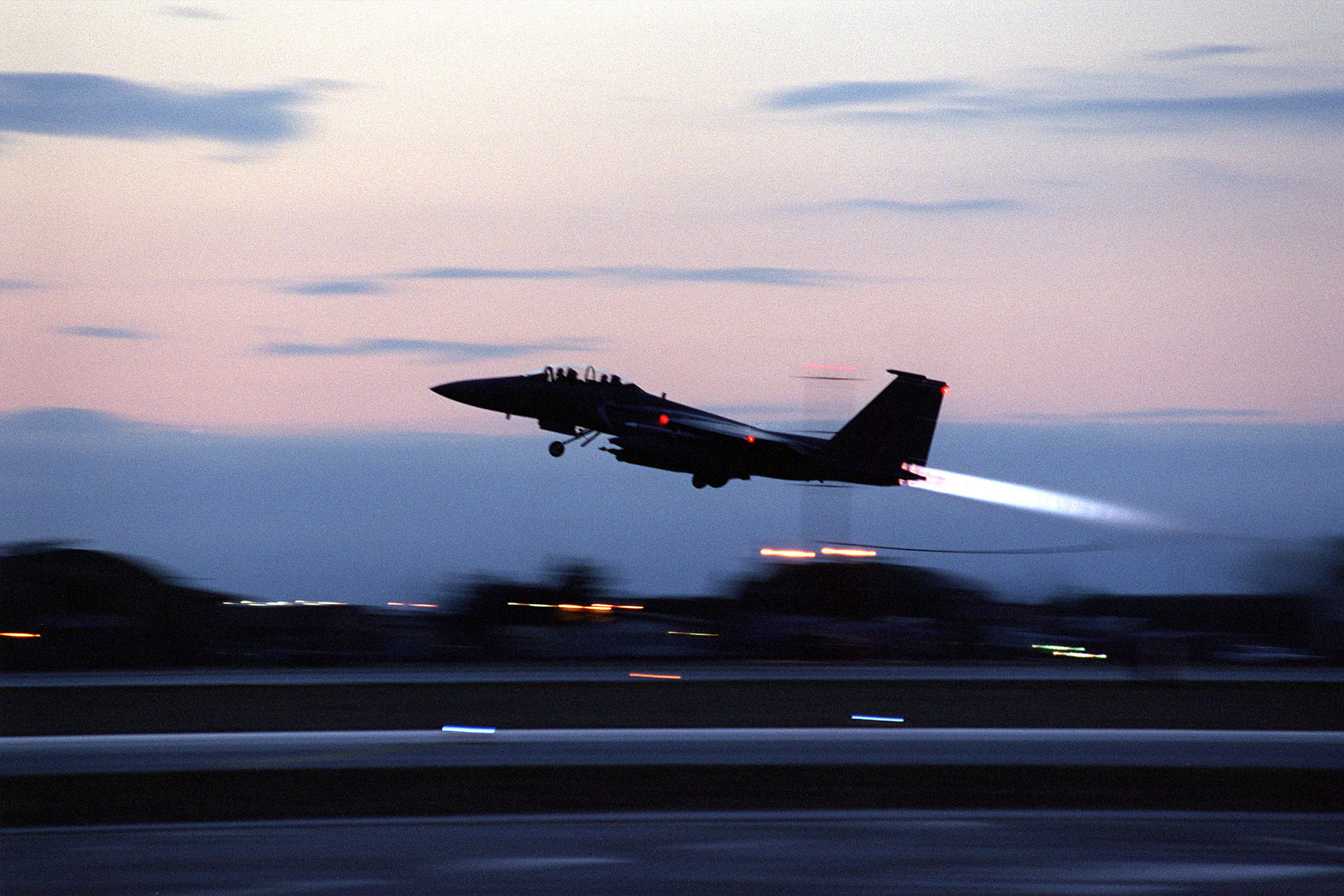
Avió F-15 de l'OTAN, participant en la Guerra de Kosovo

A començament de maig una aeronau de l'OTAN va atacar un comboi de refugiats albanesos, al·legant-se que es va creure que era un comboi militar serbi, van morir al voltant de 50 persones. A l'OTAN li va prendre cinc dies admetre la seva responsabilitat, admetent-lo com un error, tanmateix els serbis van acusar l'OTAN d'atacar deliberadament els refugiats. El 7 de maig, bombes de l'OTAN van impactar en l'ambaixada Xina de Belgrad, matant diversos diplomàtics xinesos i indignant a l'opinió pública xinesa. Els Estats Units i més tard l'OTAN van demanar disculpes pel bombardeig, aclarint que el succeït va ser a causa d'un mapa obsolet de la regió proporcionat per la CIA. Aquest argument va ser contradit conjuntament pels diaris 'The Observer' (El Regne Unit) i 'Politiken' (Dinamarca),¨ que van informar que l'OTAN va bombardejar de forma deliberada l'ambaixada perquè funcionava com a repetidor per als senyals de ràdio de l'exèrcit iugoslau. El bombardeig va tensar les relacions entre la Xina i els països de l'OTAN i va provocar que en l'exterior de les ambaixades occidentals a Beijing es donessin mostres d'enuig.
A començaments de juny, la resolució del conflicte semblava propera i els països de l'OTAN van començar a pensar seriosament en una operació terrestre, una invasió de Kosovo. Això havia de ser organitzat ràpidament, ja que quedava poc temps perquè arribés l'hivern i calia treballar molt per millorar les vies des dels ports grecs i albanesos fins a les rutes planejades per dur a terme la invasió, a través de Macedònia i el nord-est d'Albània. Tanmateix, alhora, negociadors finlandesos i russos continuaven intentant persuadir Milošević que cedís. Finalment aquest va reconèixer que l'OTAN estava resolta a posar fi al conflicte d'una manera o una altra i que Rússia no intervindria en suport de Sèrbia. Amb tan poques alternatives a la vista, Milošević va acceptar les condicions ofertes per l'equip mediador de Finlàndia-Rússia i va permetre la presència militar dins de Kosovo, tropes de l'OTAN, però liderades per l'ONU.

## Conseqüències de la guerra
En finalitzar la guerra, el 10 de juny, tant Kosovo com Iugoslàvia es van enfrontar a un futur incert.
El primer problema, el dels refugiats albanesos, va ser resolt en gran part de forma molt ràpida: En tres setmanes, prop de 500.000 refugiats albanesos van tornar a casa. Cap a la darreria de novembre de 1999, segons xifres de l'ACNUR, més de 800.000 dels 850.000 desplaçats ja havien tornat a casa seva. Tanmateix, gran part de la població sèrbia de Kosovo va ser desplaçada de la província a causa dels atacs de revenja, junt amb les poblacions d'altres orígens. La Creu Roja iugoslava va donar xifres de prop de 250.000 refugiats, la majoria d'origen serbi. En poc temps, la població d'origen serbi a Kosovo es va reduir a menys d'un quart de la que hi havia abans de la guerra.
Les baixes civils produïdes durant els atacs de l'OTAN s'estimen que van ser entre 1.200 i 5.700 civils, segons les autoritats sèrbies i en 500 segons Human Rights Watch. Respecte a les forces militars iugoslaves, l'OTAN estima que un màxim de 5.000 baixes van ocórrer durant el conflicte, mentre que els serbis van donar la xifra de 1.000 efectius morts. Després de finalitzada la guerra, es van desenterrar prop de 4.500 cossos d'albanesos majoritàriament. S'estima que el total de baixes albaneses s'apropa als 10.000 morts. Aquesta xifra és discutida encara en l'actualitat. Però dista molt de la xifra de 500.000 homes suposadament desapareguts anunciada abans de finalitzat el conflicte.
Ja que no hi va haver combats en els quals participessin les forces de l'OTAN, les seves baixes van ser molt reduïdes. La majoria d'elles lligades a operacions aèries i a accidents ocorreguts durant els combats. La destrucció produïda en les forces iugoslaves tampoc va ser molt gran. Van ser destruïts 50 aparells de les força aèria iugoslava, però la majoria dels tancs atacats a terra van ser cimbells. Les bateries antiaèries no van ser utilitzades i, per tant, no van ser descobertes, el que va obligar a l'aviació de l'OTAN a volar a gran altura per evitar-les durant tot el temps que van durar els bombardeigs.
Un estudi realitzat per Spiegel i Salama, estima en 12.000 el total de baixes ocorregudes durant la guerra de Kosovo.